# アナ・マリア・マルコビッチ
アナ・マリア・マルコビッチ（Ana Maria Marković、1999年11月9日 - ）は、クロアチア・スプリト出身のサッカー選手。グラスホッパー・クラブ・チューリッヒ所属。ポジションはMF、FW。クロアチア女子代表。

## 経歴
クロアチアのスプリトで生まれたが12歳の時に家族と一緒にスイスのチューリッヒに移住した。サッカーを始めたのは14歳。

## 人物
容姿がメディアに取り上げられる事が多く、世界で最も美しいサッカー選手などと謳われる。好きなサッカー選手はロナウドで、お気に入りのクロアチア人選手はモドリッチ。

## タイトル

### グラスホッパー・クラブ・チューリッヒ
- スイス・ウィメンズカップ（英語版）: 準優勝 (2021-22)